# Redondo Beach
Redondo Beach is een plaats (city) in de Amerikaanse staat Californië, en valt bestuurlijk gezien onder Los Angeles County.

## Demografie
Bij de volkstelling in 2000 werd het aantal inwoners vastgesteld op 63.261.
In 2006 is het aantal inwoners door het United States Census Bureau geschat op 67.346, een stijging van 4085 (6.5%).

## Geografie
Volgens het United States Census Bureau beslaat de plaats een oppervlakte van
16,7 km², waarvan 16,3 km² land en 0,4 km² water. Redondo Beach ligt op ongeveer 64 m boven zeeniveau.

## Geboren
- Edwin McMillan (1907-1991), wetenschapper en Nobelprijswinnaar (1951)
- Michael Dudikoff (1954), acteur
- Doug Aitken (1968), installatie- en videokunstenaar
- Jolene Purdy (1983), actrice
- Sarah Hammer (1983), wielrenster
- Bill Clark (1988), basketballer
- Madison Chock (1992), kunstschaatsster
- Maegan Manasse (1995), tennisspeelster

## Plaatsen in de nabije omgeving
De onderstaande figuur toont nabijgelegen plaatsen in een straal van 8 km rond Redondo Beach.